# Nettebach
Der Nettebach ist ein Bach in Dortmund, der in die Emscher mündet. Er besitzt die dreizehn Zuläufe Mühlenbach, Spechtgraben, Vöhdesiepen, Wachtenlohsiepen, Rahmer Waldbach, Mosselde, Heckelbecke, Wideybach, Frohlinder Bach-Barbach, Brietenbach, Fildebach, Mühlenkampsiepen und Westhusener Schlossgraben. 
Der Nettebach wurde von der Emschergenossenschaft 1914 wie die Emscher zum Abwasserkanal und Schmutzwasservorfluter kanalisiert. Die Interkommunale Arbeitsgemeinschaft für den Regionalen Grünzug F im Emscher Landschaftspark plant seit 1994 die Renaturierung im Rahmen des Projekts Umbau des Emschersystems. Die Mittel stammen aus dem Ökologieprogramm im Emscher-Lippe-Raum (ÖPEL). Für die Nebengewässer des Nettebachs ist die Umgestaltung bereits durchgeführt worden.
Siehe auch: Gewässer in Dortmund, Pumpwerk Nettebach
Der Name stammt wohl vom germanischen *Nitjō, das wohl in Zusammenhang mit dem indogermanischen Verb *neid- für 'strömen, fließen' steht.